# Sukë
Sukë è una frazione del comune di Këlcyrë in Albania (prefettura di Argirocastro).
Fino alla riforma amministrativa del 2015 era comune autonomo, dopo la riforma è stato accorpato, insieme agli ex-comuni di  Ballaban, Dishnicë e Këlcyrë a costituire la municipalità di Këlcyrë.

## Località
Il comune era formato dall'insieme delle seguenti località:
- Suke
- Gorice
- Fshat i ri
- Rodenje
- Podgoran
- Podgoran Fushe
- Ujmire
- Zhepovë
- Shelq
- Topojan
- Luar
- Delilaj
- Corogunj
- Taronin